# Rejon bolszebołdiński
Rejon bolszebołdiński (ros. Большеболдинский муниципальный район) – jednostka administracyjna, jeden z 18 rejonów w obwodzie niżnonowogrodzkim wchodzącym w skład Federacji Rosyjskiej. W 2022 liczyła 10365 mieszkańców.